# Zezinho Guimarães
José de Oliveira Guimarães (Aracaju, 24 de novembro de 1955) é um político brasileiro filiado ao PL.